# Adolf Ario
Adolf Johann Ario (* 19. April 1907 in Wien; † 13. April 1981 ebenda) war ein österreichischer Schauspieler, Kulturmanager und Beamter. Von 1951 bis 1958 war er Intendant der Wiener Festwochen.

## Leben
Adolf Ario wurde am 19. April 1907 als Sohn des aus Galizien stammenden Ferdinand Ario (* in Dobrjanytschi, Peremyschljany), Amtsdiener im k.k. Verwaltungsgerichtshof, und dessen Ehefrau Maria (geborene Rosenkranz; * in Haugsdorf, Bezirk Oberhollabrunn) in Wien geboren und am 5. Mai 1907 auf den Namen Adolf Johann getauft. Seine Eltern hatten am 25. November 1893 in der Landgemeinde Tarnów geheiratet.
Bereits in den 1940er Jahren war Ario, der am 3. Juni 1935 eine Aurelia Leopoldine Schmalzl (* 12. November 1910 in Wien; † 18. November 1998 ebenda) geheiratet hatte, als Schauspieler aktiv und wirkte unter anderem 1948 in der Rolle eines Unteroffiziers an Hans Unterkirchers Liebesdrama An klingenden Ufern. Ein Jahr später war er auch im Drama Dr. Rosin von Arthur De Glahs in der Rolle des Chinesen Lung zu sehen. Als im Jahre 1951 die Wiener Festwochen nach dem Zweiten Weltkrieg neugegründet wurden, lag die Programmgestaltung noch beim Veranstaltungsreferat des Kulturamtes der Stadt Wien und damit beim damaligen Oberamtsrat Adolf Ario. In den nachfolgenden Jahren bis zu seinem Abgang 1958 leitete Ario die Geschicke dieses Wiener Kultur-Festivals, das bereits im Jahr nach der neuerlichen Gründung eines der Gründungsmitglieder der European Festivals Association wurde. Ario wirkte zeitlebens auch an anderen Projekten mit und war unter anderem an diversen Hörspielen beteiligt.
Sechs Tage vor seinem 74. Geburtstag starb Ario am 13. April 1981 und wurde am 21. April 1981 am Meidlinger Friedhof (Abteilung 1, Gruppe 6, Nummer 23) beerdigt. Seine Ehefrau überlebte ihn um über 17 Jahre und wurde nach ihrem Tod an seiner Seite beerdigt.